# Přebuz
Přebuz é uma cidade checa localizada na região de Karlovy Vary, distrito de Sokolov‎.